# Związek gmin Diehsa
Związek gmin Diehsa (niem. Verwaltungsverband Diehsa) – związek gmin w Niemczech, w kraju związkowym Saksonia, w okręgu administracyjnym Drezno, w powiecie Görlitz. Siedziba związku znajduje się w miejscowości Waldhufen.
Związek gmin zrzesza cztery gminy: 
- Hohendubrau
- Mücka
- Quitzdorf am See
- Waldhufen